# 1993년 지중해 게임
1993년 지중해 게임(프랑스어: Jeux méditerranéens de 1993)은 제12회 지중해 게임으로 1993년 6월 28일부터 7월 12일까지 프랑스 랑그도크루시용에서 열렸다. 19개국 2598명의 선수가 참가했으며 25개 종목이 진행되었다. 
개최국 프랑스가 이탈리아를 누르고 가장 많은 금메달과 메달을 획득하면서 종합 메달 순위 1위에 올랐다.

## 종목
- 가라테
- 골프
- 농구
- 럭비 유니언
- 레슬링
- 배구
- 복싱
- 사격
- 사이클
- 수구
- 수영
- 승마
- 양궁
- 역도
- 요트
- 유도
- 육상
- 조정
- 체조
- 축구
- 카누
- 탁구
- 테니스
- 펜싱
- 핸드볼

## 참가국
제12회 지중해 게임에는 총 19개 국가가 참가했다.
- 그리스 (256)
- 레바논 (41)
- 모나코 (14)
- 모로코 (149)
- 몰타 (10)
- 보스니아 헤르체고비나 (95)
- 산마리노 (13)
- 스페인 (339)
- 슬로베니아 (149)
- 시리아 (35)
- 알바니아 (21)
- 알제리 (116)
- 이탈리아 (345)
- 이집트 (57)
- 크로아티아 (224)
- 키프로스 (79)
- 튀니지 (60)
- 튀르키예 (217)
- 프랑스 (413) (개최국)

## 메달 집계
개최국
| 순위 | 국가                  | 금메달 | 은메달 | 동메달 | 합계 |
| ---- | --------------------- | ------ | ------ | ------ | ---- |
| 1    | 프랑스                | 83     | 53     | 56     | 192  |
| 2    | 이탈리아              | 37     | 44     | 40     | 121  |
| 3    | 튀르키예              | 34     | 20     | 10     | 64   |
| 4    | 그리스                | 17     | 25     | 24     | 66   |
| 5    | 스페인                | 13     | 40     | 33     | 86   |
| 6    | 크로아티아            | 9      | 6      | 19     | 34   |
| 7    | 모로코                | 7      | 7      | 13     | 27   |
| 8    | 알제리                | 5      | 6      | 11     | 22   |
| 9    | 슬로베니아            | 5      | 6      | 8      | 19   |
| 10   | 이집트                | 4      | 9      | 16     | 29   |
| 11   | 시리아                | 4      | 2      | 5      | 11   |
| 12   | 보스니아 헤르체고비나 | 2      | 0      | 1      | 3    |
| 13   | 튀니지                | 1      | 1      | 8      | 10   |
| 14   | 알바니아              | 0      | 2      | 0      | 2    |
| 15   | 키프로스              | 0      | 1      | 2      | 3    |
| 16   | 산마리노              | 0      | 1      | 0      | 1    |
| 17   | 몰타                  | 0      | 0      | 1      | 1    |
| 합계 | 합계                  | 221    | 223    | 247    | 691  |